# Милєнко Єргович
Милєнко Єргович (хорв. Miljenko Jergović, 28 травня 1966, Сараєво) — боснійський і хорватський письменник, журналіст. Член ПЕН-клубу Боснії і Герцеговини та Хорватії. Лауреат Премії імені Меші Селімовича (2007). З 1993 живе в Загребі.

## Біографія

### Освіта
Закінчив філософський факультет Університету Сараєва, де вивчав філософію та соціологію.

### Журналістика
Єргович працював у журналістиці. Публікував свої статті у тижневику «Nedjeljna Dalmacija» (Недєльна Далмація), де у 1990-ті роки вів свою колонку. У сараєвському часописі «Dani» до 2001 року вів розділ під назвою «Історична читанка». Згодом публікується у хорватській газеті «Jutarnji list» (Ютарній лист), пише статті про актуальні політичні, суспільні, спортивні та культурні події у Хорватії. Публікувався у сербському часописі «Политика». Окрім того співпрацював з «Feral Tribune», «Globus», «Radiosarajevo».

## Літературна творчість
1988 року опублікував першу поетичну збірку «Opservatorija Varšava», за яку одержав кілька нагород, після чого видає ще дві збірки поезії.
1994 року виходить у світ перша прозова книжка «Sarajevski Marlboro», яка принесла Є. вже міжнародне визнання. Зокрема, книжка дістала Премію миру імені Еріха Марії Ремарка.

### Вірші
- Opservatorija Varšava (1988)
- Uči li noćas neko u ovom gradu japanski? (1992)
- Himmel Comando (1992)
- Preko zaleđenog mosta (1996)
- Hauzmajstor Šulc (2001)

### Новели
- Sarajevski Marlboro (1994)
- Karivani (1995)
- Mama Leone (1999)
- Rabija i sedam meleka (2004)
- Drugi poljubac Gite Danon (2007)
- Psi na jezeru (2010)

### Романи та повісті
- Buick Riviera (2002)
- Dvori od oraha (2003)
- Inšallah Madona, inšallah (2004)
- Glorija in excelsis (2005)
- Ruta Tannenbaum (2006)
- Freelander (2007)
- Srda pjeva, u sumrak, na Duhove (2009)
- Volga, Volga (2009)
- Otac (2010)

### П'єси
- Kažeš anđeo (2000)

### Есе
- Naci bonton (1998)
- Historijska čitanka (2000)
- Historijska čitanka 2 (2006)
- Žrtve sanjaju veliku ratnu pobjedu (2006)
- Muškat, limun i kurkuma (2011)

## Переклади
Твори Єрговича перекладені англійською, білоруською, болгарською, голландською, іспанською, італійською, каталонською, литовською, македонською, німецькою, польською, португальською, словацькою, словенською, угорською, українською, фінською, французькою, чеською, шведською мовами.

## Українські переклади
- Єргович М. Історії про людей і тварин / Пер. К. Калитко. — К. : Темпора, 2013
- Єргович М. Рута Танненбаум / Пер. Н. Чорпіта. — Х. : Фоліо, 2014[7]
- Єргович М. Срда співає в сутінках, на Трійцю / Пер. К. Калитко. — К. : Темпора, 2014.
- Єргович М. Іншалла, Мадонно, іншалла / Пер. К. Калитко. — Л. : Видавництво Старого Лева, 2018. ISBN 978-617-679-430-1[8]
- Єргович М. Батько / Пер. А. Любки. — Ч. : Видавництво 21, 2018. ISBN 978-617-614-226-3[9]
- Мілєнко Єрґович. Жертвам сниться велика воєнна перемога / пер. з хор. Ірина Маркова. — К. : Комора, 2019. — 432 с. — ISBN 978–617–7286–41–6.[10]
- Мілєнко Єрґович. Вілімовський / пер. з хор. Ірина Маркова. — К. : Комора, 2020. — 192 с. — ISBN 978–617–7286–58–4.[11]
- Мілєнко Єрґович. Пси на озері / пер. з хор. Ірина Маркова. — К. : Komubook, 2021. — 416 с. — ISBN 978-617-7438-34-1.[12]
- Мілєнко Єрґович. Волґа, Волґа / пер. з хор. Андрій Любка. — Ч. : Книги-XXI, 2021. — 280 с. — ISBN 978-617-614-338-3.[13]